# Безафіксне словотворення
Безафіксне словотвння – словотвір за допомогою нульової морфеми. На його основі утворюються іменники від прикметників і дієслів: ранній – рань, далекий – даль, бігати – біг (швидкий), ходити – хід, виходити – вихід [6; ст. 215]. Безафіксний словотвір належить до морфологічних способів словотвору. Безафіксний словотвір здійснюється без додавання до твірної основи префікса або суфікса: розшук від розшукувати; завал від завалити; блакить від блакитний [4; ст. 12].
        У дериватології безафіксний (безсуфіксний) спосіб словотворення називають ще зворотним (І. Ковалик), способом заміни флексій (К. Тимофєєв), конверсією (Енциклопедія, 2000:246) та ін. Застосовуючи у словотворі поняття нульового суфікса, можна розглядати безсуфіксне творення як нульову суфіксацію (В. Лопатін, Ю. Азарх, А. Черкасова, В. Горпинич). Ці та інші назви доповнюють одна одну , окреслюючи назване словотвірне явище з різних сторін: із процесуальної (безафіксний, безсуфіксний, регресивний способи), з результативної (нуль-суфіксальний) [1; ст. 152].
        Розрізняють два типи слів, утворених нуль-суфіксальним (безафіксним) способом:
1.    похідні, утворені від прикметників і дієприкметників (деад’єктиви);
2.    похідні, утворені від дієслів (девербативи) [1; ст. 153].         
Відприкметникових (рідше віддієприкметникових) іменників (деад’єктиви) із нульовими суфіксами у сучасній українській мові небагато. В основних лексикографічних джерелах зафіксовано понад 250 іменників, які утворюються за чотирма основними моделями (густий – гуща; високий – вись; добрий – добро; рум’яний – рум’яна). Моделі не відзначаються особливою регулярністю. Нуль-суфіксальні деривати цього зразка значно поступаються за продуктивністю суфіксальним іменникам, однак вони є і засвідчують своє безсуфіксне існування [1; ст. 154].     
Віддієслівні іменники (девербативи) утворюються внаслідок відсікання частини дієслівної основи. Твірними для дериватів цієї групи виступають безпрефіксні (рідше) і префіксальні дієслова. Утворюються, як правило, іменники  зі словотвірним значенням «результат дії», «знаряддя дії», в тому числі й терміни. Нараховується понад 4600 утворень, серед яких переважають похідні, мотивовані префіксальними дієсловами [1; ст. 154]. Такі іменники утворюються за чотирма основними моделями. 
Похідні іменники утворюються від дієслів з різними префіксами: в- (впускати → впуск), ви- (випускати → випуск), від-  (відварити → відвар), до- (дотикатися →дотик), з/с- (злітати → зліт), за- (загинати → загин), на- (написати → напис) та ін.
Похідні іменники утворюються і від дієслів, у морфемній структурі яких наявні два і більше префіксів (перерозподілити → перерозподіл, здогадатися → здогад). Власне дієслівні префікси виступають показником напрямку словотвірної мотивації (описати → опис, вибухати → вибух) [1; ст. 155]. Окрім того, похідні іменники утворюються як від неперехідних, так і від перехідних дієслів. 
Таким чином, нуль-суфіксальним способом утворюються іменники. Твірною базою служать дієслова і прикметники (рідше - дієприкметники):
1)   похідні іменники утворюються шляхом усічення, відкидання не лише дієслівного суфікса, а й тематичного голосного: запливати → заплив, ударити → удар;
2)   кінцевий приголосний основи, зазвичай, не палаталізується (крім названих похідних іменників жіночого роду ІІІ відміни): вивозити → вивіз, доносити → донос;
3)   утворюються іменники чоловічого та жіночого (спільного) роду з флексією  -а: викидати → викид, накипати → накип, заявляти → заява, марудитися → маруда;
4)   в утворених іменниках відбувається переміщення наголосу. Наголошеною частіше виступає префіксальна морфема: вихо́́́дити → ви́хід, огляда́ти → о́гляд, хоча перено́́сити → перенос [1; ст. 155-156].  
Список використаних джерел:
1.     Вакарюк Л., Панцьо С. Українська мова. Морфеміка і словотвір. Навчальний посібник. – Тернопіль: Навчальна книга – Богдан, 2004ю – 184 с.
2.    Глазова О.П., Українська мова: Підруч. для 6 кл. загальноосвіт. навч. закл./ О. П. Глазова,  Ю. Б. Кузнецов. – К. : Видавничий дім «Освіта», 2011. – 288 с.
3.    Тихоша В.І., Плющ М.Я., Караман С. О. Рідна мова: Підруч. для 10 кл. гімназій, ліцеїв та шк. з поглиб. вивч. укр. мови. – К.: Освіта, 2004. – 352 с.
4.    Українська мова. Повний курс. Матеріали для підготовки до зовнішнього незалежного оцінювання/Упоряд. О.П. Левченко. – Х.: Країна мрій, 2008. – 96 с.
5.    Українська мова. Українська література. Довідник за курс середньої школи / Упоряд. : О. П. Левченко, О. А. Мисник. – Х. : ТОВ «Нова тема», 2010. – 176 с.
6.     Шкуратяна Н. Г. Сучасна українська літературна мова: [навчальний посібник для студентів педагогічних навчальних закладів] / Н. Г. Шкуратяна, С. В. Шевчук. – К. : Літера, 2000. – 688 с.